# كورولول
كورولول (بالمنغولية: хороолол)‏ التسمية المنغولية للحي أو المناطق السكنية المكتظة. في أولانباتار، تحمل شقق khoroolols التي بُنيَت خلال فترات الاشتراكية أعدادًا تتراوح بين واحد وتسعة عشر، على الرغم من تسمية بعضها بأرقام أعلى مثل 40.000 و 120.000.